# Northport (Alabama)
Pour les articles homonymes, voir Northport.
La ville de Northport est située dans le comté de Tuscaloosa, dans l’État de l’Alabama, aux États-Unis. Sa population s’élevait à 23 330 habitants lors du recensement de 2010, estimée à 25 094 habitants en 2017.

## Démographie
| 1870 | 1880 | 1890 | 1900 | 1910 | 1920  | 1930  | 1940  |
| ---- | ---- | ---- | ---- | ---- | ----- | ----- | ----- |
| 604  | 564  | 413  | 424  | 500  | 1 606 | 2 173 | 3 187 |

| 1950  | 1960  | 1970  | 1980   | 1990   | 2000   | 2010   | - |
| ----- | ----- | ----- | ------ | ------ | ------ | ------ | - |
| 3 885 | 5 245 | 9 435 | 14 291 | 17 366 | 19 435 | 23 330 | - |

## Source
- (en) Cet article est partiellement ou en totalité issu de l’article de Wikipédia en anglais intitulé « Northport, Alabama » (voir la liste des auteurs).

1. ↑  « Statistiques des États-Unis - Profils des communautés de 2010 - Northport » (consulté en septembre 2020)